# Jean-Pierre Gallavardin
Pour les articles homonymes, voir Gallavardin.
Jean-Pierre Gallavardin, né le 5 février 1825 à Saint-Priest, et mort à Lyon 22 janvier 1898, est un médecin et homéopathe français. Il est le père du médecin cardiologue Louis Gallavardin, du médecin stomatologue Emmanuel Gallavardin et du médecin et homéopathe Jules Gallavardin.

## Biographie
Né à Saint-Priest, près de Lyon, le 5 février 1825, dans une famille aisée de marchands de chevaux, il a eu une santé fragile jusqu'à l'âge de 24 ans et a consulté les meilleurs spécialistes européens de l'époque. Soigné par l'homéopathie, il décide alors de se consacrer à la médecine et se forme à l'Université de Montpellier, mais aussi à Paris et Lyon sous l'impulsion du conte Sébastien Des Guidi, fervent partisan de l'homéopathie en France. En janvier 1898 il est renversé dans la rue par une calèche et meurt quelques jours plus tard.
Jean-Pierre Gallavardin envisage de fonder un hôpital consacré à l'homéopathie et intéresse à son projet un mécène parisien, M. Legras, qui lui offre un million de francs or. Avec son confrère Eugène Emery, également séduit par cette nouvelle thérapie, Gallavardin collecte des dons, achète un terrain à la Guillotière, en bordure du Rhône.
C'est l'architecte Bossan, futur constructeur de la basilique de Fourvière, qui trace les plans du nouvel hôpital Saint-Luc, mais la guerre de 1870 entrave les travaux et l'établissement n'ouvre ses portes qu'en 1875, premier hôpital homéopathique lyonnais.
Jean-Pierre Gallavardin écrit également plusieurs ouvrages-plaidoyers sur l'homéopathie et décède en janvier 1898, père de onze enfants, dont trois suivront la carrière médicale.

## Principaux ouvrages
- L'alimentation qui procure le plus de chaleur et le plus de force musculaire, intellectuelle et morale, Lyon, 1893 (lire en ligne) ;
- Du strabisme chronique  : strabisme de l'oeil droit ayant duré huit ans 1842 - 1850 guéri par la jusquiame, Paris, Baillière et fils, 1859 (lire en ligne)
- L'enseignement clinique en Allemagne, particulièrement à Vienne : Projet de réforme pour l'enseignement clinique en France, Paris, Baillière et fils, 1858 (lire en ligne)
- Le comte des Guidi, introducteur de l'homoeopathie en France, Paris, Baillière et fils, 1863 (lire en ligne)